# Princ Bira
Princ Birabongse Bhanutej Bhanubandh, více známý jako princ Bira ze Siamu (15. července 1914 Bangkok – 23. prosince 1985 Londýn) byl thajský automobilový závodník, účastník mistrovství světa Formule 1.

## Osobní život
Princ Bira byl členem siamské královské rodiny – byl vnukem krále Mongkuta (Rámy IV.), který otevřel zemi západnímu vlivu koncem 19. století. V roce 1927, když bylo princi 13 let, byl poslán na studia do Velké Británie na školu Eton College. Zatímco Bira studoval, Siamem otřásala revoluce a král Prajadhipok (Ráma VII.), princův strýc, byl nucen zemi opustit. Tyto události přinutily prince Biru, aby zůstal v Anglii a pokračoval tak ve studiu na univerzitě v Cambridgi a potom začal studovat sochařství na Byam Shaw Art School.
V roce 1939 byl Siam okupován Japonskem, proto byl Bira znovu nucen zůstat v Británii a přečkat válku v Cornwallu. Bira se připojil k britské domobraně. Díky svému zájmu a zkušenostem pilota kluzáků se stal instruktorem u Air Training Corps, součásti RAF.
Po ukončení závodní kariéry v roce 1955 se Bira vrátil na čas do Thajska, poté žil v Cannes. Byl také uznávaným sochařem a jeho umělecká díla lze vidět na základně fontány na trati Silverstone. Princ Bira zemřel na srdeční infarkt na stanici londýnského metra Barons Court a zemřel v nemocnici Charing Cross v londýnském Fulhamu, před Štědrým dnem 23. prosince 1985.
Princ Bira byl šestkrát ženatý.

## Závodní kariéra v automobilech a v jachtingu
Bira a jeho bratranec, princ Chula Chakrabongse, založili v roce 1935 závodní tým Chula's White Mouse team a Bira měl možnost si vyzkoušet řidičské umění. Závodit začal v roce 1935 s vozy Riley a MG Magnette. Princ Chula Chakrabongse  Birovi k 21. narozeninám zakoupil vůz ERA.
V roce 1936 tým Chula's White Mouse Stable koupil vůz ERA a Bira se brzy stal jedním z nejúspěšnějších jezdců předválečné epochy. Zvítězil v Poháru knížete Rainiera v Monte Carlu. V letech 1935-1936 ve třídě Voiturette (do 1,5 l zdvihového objemu) dosáhl tří vítězství (JCC International Trophy, Grand Prix de Picardie a Albi Grand Prix). V roce 1937 startoval na Velké ceně Masarykově v Brně resp. v závodě slabší kategorie (Velká cena Brna) s vozem ERA B a obsadil 4. místo.

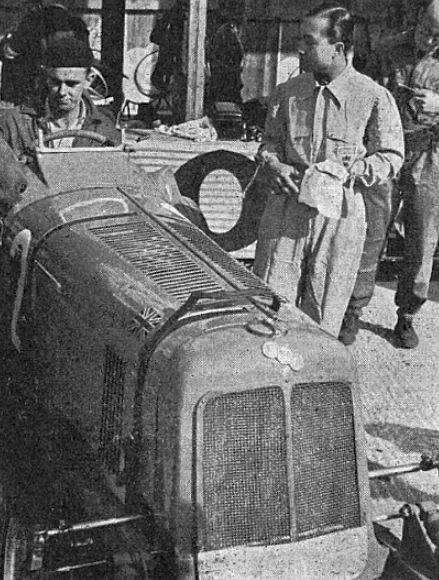
Princ Bira ze Siamu, st. č. 2 na voze ERA skončil 4. ve Velké ceně Brna (1937)

V letech 1938 a 1939 závodil „Bira“ s továrně zakoupenými (ex works) vozy ERA-B resp. ERA-C s kompresorem a znovu dokázal vítězit např. Coronation Trophy (handicap na okruhu u Crystal Palace), Campbell Trophy, Cork (Voiturette), London GP (rovněž okruh u Crystal Palace), Nuffield Trophy (handicap v Doningtonu), Siam Challenge Trophy v Brooklands atd., což bylo to převážně v Británii, kde neměl konkurenci s nejnovějšími italskými vozy této kategorie (Maserati 4CM a 6CM). V evropském šampionátu jezdců Grand Prix startoval s třílitrovým osmiválcem Maserati 8CM v týmu Squadra Sabauda ve Velké ceně Švýcarska a obsadil společně s E. Teagnem 14. místo. V roce 1939 s tímto Maserati vyhrál JCC International Trophy handicap v Brooklands a 2. skončil v Campbell Trophy v Brooklands.
Ke konci války se Bira rozhodl obnovit tým Chula's White Mouse team, ale v Anglii se pořádaly jen malé závody. To byl důvod krachu týmu, ale Bira se nevzdal a odešel k týmu Enrica Plateho, později do továrního týmu HWM, posléze ke Gordini a OSCA, až si koupil vlastní Maserati 8CM, který byl v národních barvách Thajska – světle modrý se žlutým pruhem.

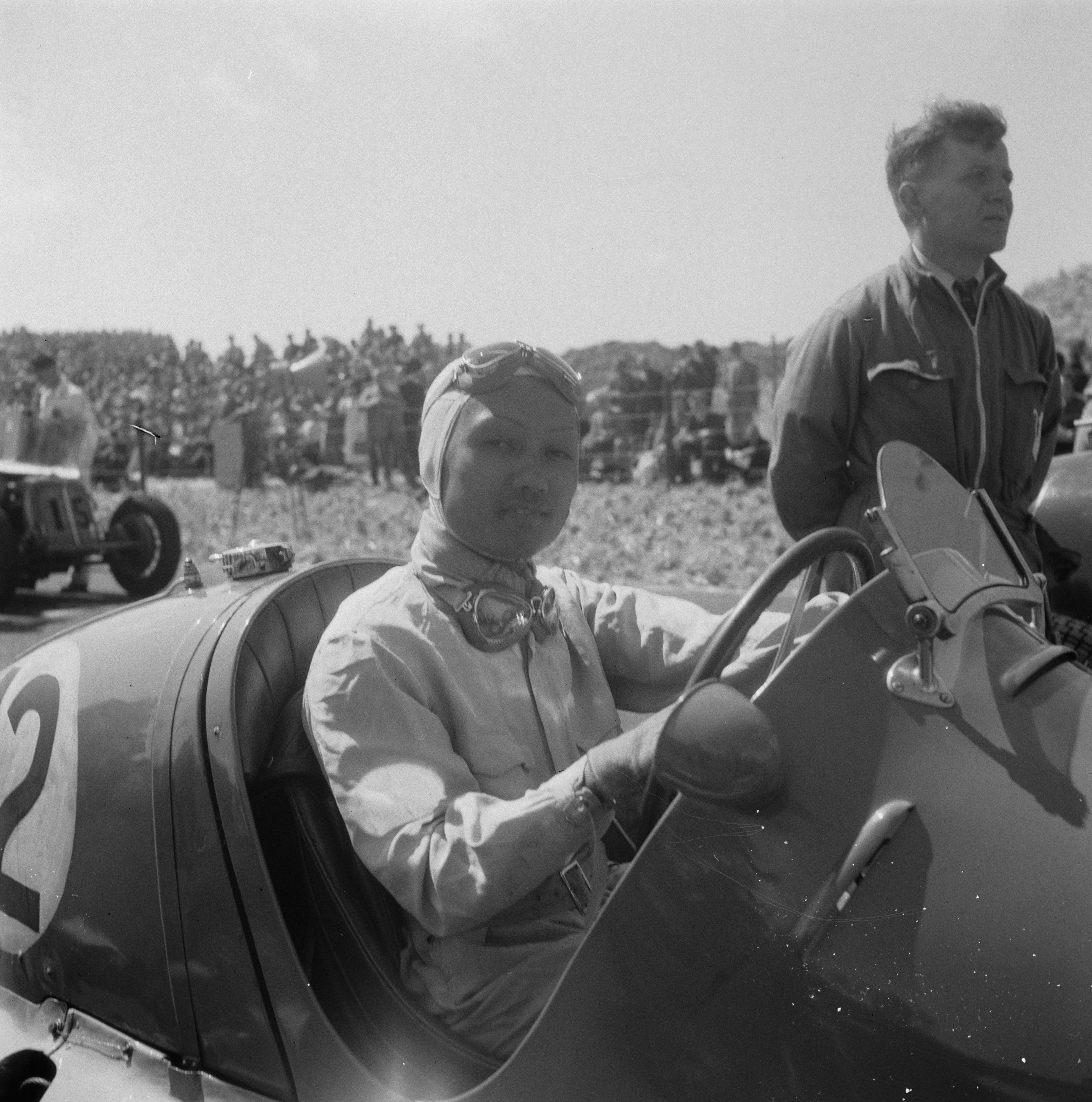
Princ Bira ze Siamu v jeho Maserati před startem v Zandvoortu (1948)

V roce 1948 závodil s vozy F1 a F2 a zvítězil v Ulster Trophy. Následující rok závodí s vozy Maserati a Simca Gordini a dokazuje, že i po válce je stejně zdatný pilot. Triumfuje ve Švédsku s F2 i při GP Nizozemí. Od roku 1949 je členem týmu Enrico Plate a 6x je na stupních vítězů. Po 12 letech se vrátil do Brna, na Velkou cenu Československa 1949. Startoval s vozem Maserati 4CLT/48 a dosáhl nejlepšího času v kvalifikaci. Po startu se ujal vedení, ve 3. kole závodu však havaroval v zatáčce, která později byla nazvána Farinovou. Tam totiž již v 1. kole havaroval dr. Guiseppe Farina, pozdější 1. mistr světa ve formuli 1 (1950). Bira při havárii zůstal nezraněn.
Rok 1950 je výzvou pro thajského prince a v nově založeném šampionátu patří mezi nejlepší. Hned v prvním závodě prokázal své řidičské umění a na startu je nejlepší z jezdců, kteří neřídí Alfu Romeo. V závodě je nucen pro technické potíže odstoupit. V Monaku, kde závod byl poznamenán hromadnou havárii v prvním kole, dokončil na 5. místě. Ve Švýcarsku je čtvrtý.
Následující rok začal pro Biru vítězstvím v Richmond Trophy, ale pro oficiální závody F1 není monopost připravený, a tak je Bira k vidění jen ve Španělsku, kde ho zradil motor OSCA. V roce 1952 se změnou pravidel Princ Bira závodil s vozem Simca a byla to sezóna frustrující. Proto pro rok 1953 uzavírá smlouvu s týmem Connaught a často usedá i za soukromý Maserati A6GCM, ale znovu se dostavil neúspěch. Bira byl prvním soukromým účastníkem, který získal zakázkový vůz Maserati 250F, se kterým slavil mnoho úspěchů. V roce 1954 s ním zvítězil v Grand Prix Frontieres a v roce 1955 v Grand Prix Nového Zélandu. Během své kariéry také 2x startoval na závodě 24 hodin v Le Mans. Ale ani jedenkrát závod nedokončil. V roce 1939 to bylo společně Raymondem Sommerem na Alfa Romeo 6C 2500 SS a v roce 1954 s Peterem Collinsem na Aston Martin DB3S Coupé. Jeho poslední závod byl 7. května 1955 v Silverstone. Po sezoně 1955 ukončil závodní kariéru.
Startoval také na čtyřech olympiádách v jachtingu, nejlepším výsledkem bylo 12. místo ve třídě Star roku 1956. To bylo na olympiádě v Melbourne 12. místo s lodí „Tichiboo“ ve třídě Star, potom 19. místo s „Siames-Cat“ ve třídě Star (Řím 1960), 22. místo s „Linglom“ ve třídě Dragon (Tokio 1964) a nakonec 21. místo ve třídě Tempest (Mnichov 1972).

## Tituly
- 1936 – BRDC Road Racing Gold Star
- 1937 – BRDC Road Racing Gold Star
- 1938 – BRDC Road Racing Gold Star

## Vítězství
- 1947 Grand Prix de Frontieres
- 1948 Skarpnack F2
- 1955 Grand Prix Nového Zélandu

## Formule 1
- 19 Grand Prix
- 0 Vítězství
- 0 Podium
- 0 nej. kol
- 0 pole positions
- 8 bodů

- Žlutě jsou vítězství
- Modře jsou 2. místa
- Červeně 3. místa
- Zeleně bodoval

| Rok  | 1       | 2            | 3      | 4            | 5       | 6       | 7       | 8       | 9      | 10 | 11 | Pořadí    | Body |
| ---- | ------- | ------------ | ------ | ------------ | ------- | ------- | ------- | ------- | ------ | -- | -- | --------- | ---- |
| 1950 | GB DNF  | MON 5. místo | 500    | ŠVÝ 4. místo | BEL     | FRA     | ITA DNF | *       | *      | *  | *  | 8. místo  | 5    |
| 1951 | ŠVÝ     | 500          | BEL    | FRA          | GB      | NĚM     | ITA     | ŠPA DNF | *      | *  | *  | **        | 0    |
| 1952 | ŠVÝ DNF | 500          | BEL 10 | FRA DNF      | GB 11   | NĚM     | HOL     | ITA     | *      | *  | *  | **        | 0    |
| 1953 | ARG     | 500          | HOL    | BEL          | FRA DNF | GB 7    | NĚM DNF | ŠVÝ     | ITA 11 | *  | *  | **        | 0    |
| 1954 | ARG 7   | 500          | BEL 6  | FRA 4        | GB DNF  | NĚM DNF | ŠVÝ     | ITA     | ŠPA 9  | *  | *  | 17. místo | 3    |

Vozy
- 1950 Maserati 4CLT/48
- 1951 Maserati 4CLT/48
- 1952 Simca Gordini T 15, Gordini T 16
- 1953 Connaught A, Maserati A6GCM
- 1954 Maserati 250 F, Maserati A6GCM